# Кубок Румунії з футболу 2014—2015
Кубок Румунії з футболу 2014–2015 — 77-й розіграш кубкового футбольного турніру в Румунії. Титул здобув столичний клуб Стяуа.

## Календар
| Раунд           | Дата                          |
| --------------- | ----------------------------- |
| Перший раунд    | 16 липня 2014                 |
| Другий раунд    | 29-30 липня 2014              |
| Третій раунд    | 13 серпня 2014                |
| Четвертий раунд | 26 серпня 2014                |
| П'ятий раунд    | 9 вересня 2014                |
| 1/16 фіналу     | 23-25 вересня 2014            |
| 1/8 фіналу      | 28-30 жовтня 2014             |
| 1/4 фіналу      | 2-4 грудня 2014               |
| Півфінали       | 4-5 березня - 1-2 квітня 2015 |
| Фінал           | 31 травня 2015                |

## Регламент
У перших п'яти раундах беруть участь клуби нижчих дивізіонів чемпіонату Румунії. Клуби провідного дивізіону стартують з 1/16 фіналу. На всіх стадіях окрім півфіналів, команди грають по одному матчу.

## 1/16 фіналу
| Команда 1                   | Рахунок         | Команда 2                  |
| --------------------------- | --------------- | -------------------------- |
| 23 вересня 2014             |                 |                            |
| Шоіміі (Пинкота) (2)        | 1:2             | Пандурій                   |
| Дачія Уніря (Браїла) (2)    | 0:1             | Оцелул                     |
| Рапід (Сучава) (2)          | 1:0 дч          | Газ Метан                  |
| Римніцу (Вилчя) (2)         | 0:1             | КСМС Ясси                  |
| Тиргу-Муреш (2)             | 4:1             | Конкордія                  |
| Рапід (Бухарест)            | 0:0 дч пен. 5:4 | Ботошані                   |
| 24 вересня 2014             |                 |                            |
| Вііторул (Аксінтеле) (3)    | 0:2             | ЧФР (Клуж-Напока)          |
| СК Бакеу (2)                | 1:5 дч          | Чахлеул                    |
| Кіндія (Тирговіште) (3)     | 1:3             | Брашов                     |
| Уніря (Жуку) (3)            | 0:3             | Петролул                   |
| Фортуна (Пояна-Кимпіна) (2) | 2:5 дч          | Динамо (Бухарест)          |
| 25 вересня 2014             |                 |                            |
| Сегята (Неводарі) (2)       | 0:3             | Віїторул (Констанца)       |
| Карансебеш (2)              | 1:2             | КС Університатя (Крайова)  |
| Бігор (Орадя) (2)           | 1:1 дч пен. 4:5 | Університатя (Клуж-Напока) |
| Міовень (2)                 | 3:1             | Астра                      |
| АКС Берчень (2)             | 0:3             | Стяуа                      |

## 1/8 фіналу
| Команда 1                 | Рахунок | Команда 2                  |
| ------------------------- | ------- | -------------------------- |
| 28 жовтня 2014            |         |                            |
| Міовень (2)               | 1:0     | Динамо (Бухарест)          |
| КСМС Ясси                 | 0:1     | Стяуа                      |
| 29 жовтня 2014            |         |                            |
| Тиргу-Муреш (2)           | 4:0     | Чахлеул                    |
| КС Університатя (Крайова) | 2:1 дч  | Віїторул (Констанца)       |
| Брашов                    | 1:3     | Університатя (Клуж-Напока) |
| 30 жовтня 2014            |         |                            |
| Оцелул                    | 2:3 дч  | Пандурій                   |
| Рапід (Сучава) (2)        | 2:3     | Петролул                   |
| Рапід (Бухарест)          | 1:2     | ЧФР (Клуж-Напока)          |

## 1/4 фіналу
| Команда 1                  | Рахунок | Команда 2         |
| -------------------------- | ------- | ----------------- |
| 2 грудня 2014              |         |                   |
| Міовень (2)                | 3:4     | ЧФР (Клуж-Напока) |
| 3 грудня 2014              |         |                   |
| Університатя (Клуж-Напока) | 1:0     | Пандурій          |
| 4 грудня 2014              |         |                   |
| Тиргу-Муреш (2)            | 0:1     | Петролул          |
| КС Університатя (Крайова)  | 0:1     | Стяуа             |

## Півфінали
| Команда 1                   | Заг.            | Команда 2                  | 1-й матч | 2-й матч |
| --------------------------- | --------------- | -------------------------- | -------- | -------- |
| 4-5 березня/1-2 квітня 2015 |                 |                            |          |          |
| ЧФР (Клуж-Напока)           | 0:0 дч пен. 2:4 | Університатя (Клуж-Напока) | 0:0      | 0:0 дч   |
| Петролул                    | 2:4             | Стяуа                      | 1:1      | 1:3      |

## Фінал
| 31 травня 2015 20:00 (CET) |

| Університатя (Клуж-Напока) | 0:3      | Стяуа                    |
| -------------------------- | -------- | ------------------------ |
|                            | Протокол | Попа 9', 53' Русеску 49' |

| Національний стадіон, Бухарест Глядачів: 37 764 Арбітр: Александру Тудор |